# Popoli ugrofinnici
Il termine popoli ugrofinnici indica le popolazioni eurasiatiche appartenenti al gruppo ugrofinnico della più ampia famiglia linguistica uralica. Ne fanno parte i sottogruppi degli ugrici, dei finnici del Baltico, dei finnici del Volga, dei permiani e dei sami. Gli ugrofinnici sono distribuiti lungo un territorio che va dal Bacino Pannonico, in Europa centro-orientale, alle regioni artiche della Scandinavia, dal Mar Baltico alla Siberia. Un numero considerevole di questi popoli vive nel territorio della Federazione Russa, anche se quelli più consistenti in termini demografici sono gli ungheresi, i finlandesi e gli estoni. Alcuni popoli ugrofinnici (izoriani, livoni e voti) sono prossimi all'estinzione. Il gruppo dei popoli ugrofinnici è collegato a quello dei popoli samoiedi, stanziati nell'estremo nord della Siberia occidentale. Insieme i due gruppi compongono la famiglia dei popoli uralici.

## Suddivisione e distribuzione
I popoli ugrofinnici vengono tradizionalmente distinti su basi linguistiche in più sottogruppi. In particolare, si distinguono i sottogruppi degli ugrici, dei finnici del Baltico, dei finnici del Volga, dei permiani e dei sami, per un totale numerico di circa ventisei milioni e mezzo di persone nel mondo.

Degli ugrici fanno parte gli ungheresi (o magiari) ed i piccoli gruppi etnici obugrici dei chanty (o ostiachi) e dei mansi (o voguli). Benché linguisticamente affini, gli ungheresi da un lato e i chanty e i mansi dall'altro, sono distribuiti in aree geografiche assai distanziate. Gli ungheresi discendono dai magiari che lasciarono l'antica terra natia migrando verso il Bacino Pannonico e costruendo l'odierna Ungheria, mentre i chanty e i mansi sono fondamentalmente rimasti nell'area uralica originaria, la cosiddetta Jugra, nella Siberia occidentale. In termini numerici la differenza tra gli ungheresi e i due popoli obugrici è notevole.

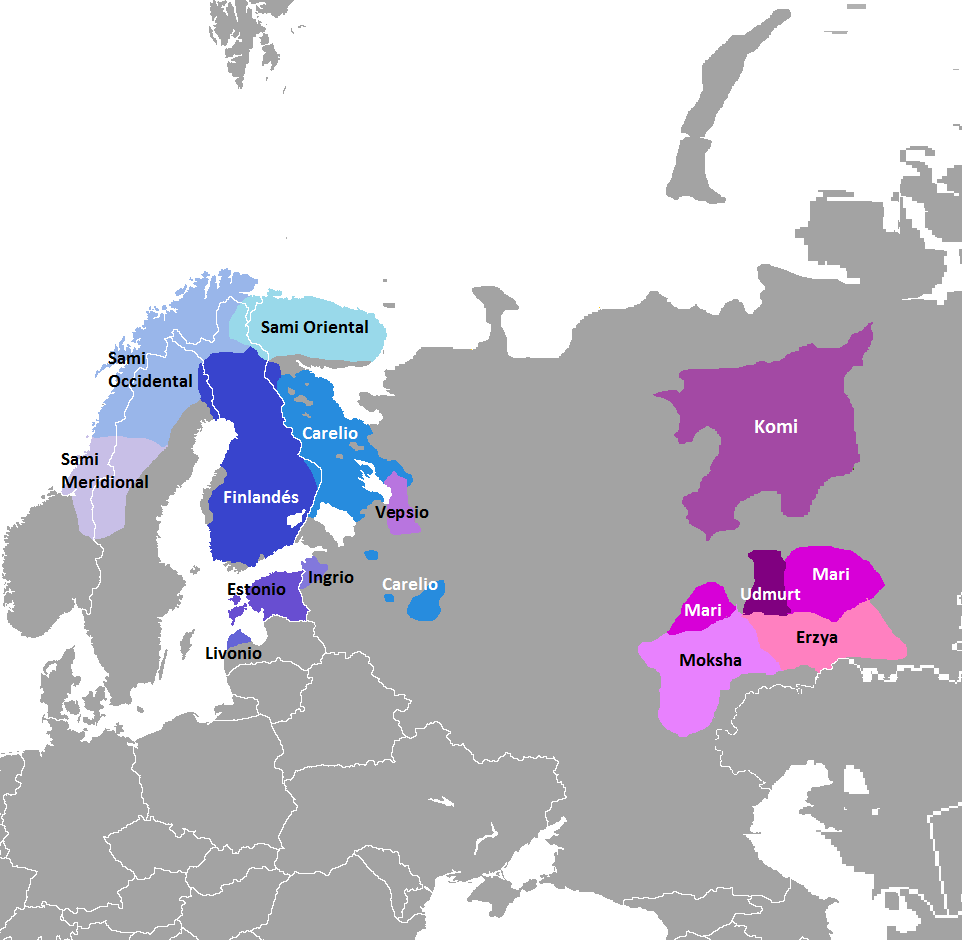
Lingue finnopermiche

Quella ungherese è la popolazione ugrofinnica più numerosa, composta da circa quattordici milioni e mezzo di persone, di cui poco meno di dieci milioni stanziati in Ungheria, due milioni circa nei paesi confinanti (Romania, Slovacchia, Serbia, Ucraina, Austria, Croazia e Slovenia) ed i restanti in diaspora prevalentemente tra il resto d'Europa e le Americhe. Sottogruppi dell'etnia ungherese sono gli székely (o siculi), i csángó e gli jász. I chanty e i mansi contano rispettivamente circa 31.000 e 12.500 abitanti, stanziati quasi tutti nel circondario autonomo dei Chanty-Mansi, facente parte dell'oblast' di Tjumen', in Russia. Un piccolo gruppo di chanty vive nel circondario autonomo Jamalo-Nenec.
I popoli finnici, parlanti le cosiddette lingue finnopermiche, rappresentano un gruppo piuttosto ampio e per questo suddiviso in vari sottogruppi, ossia i finnici del Baltico, i finnici del Volga e i permiani. Sebbene anche le lingue sami siano state incluse nel gruppo finnopermico, i popoli sami (o lapponi) vengono comunque considerati separatamente da quelli finnici.
I finnici del Baltico comprendono i popoli di lingua baltofinnica distribuiti nell'Europa nord-orientale. I finlandesi sono il popolo finnico in assoluto più numeroso e, insieme agli estoni, l'unico a vivere in un proprio Stato sovrano. I finlandesi sono in totale circa sei milioni e mezzo di persone, di cui circa cinque milioni stanziati in Finlandia, 470.000 circa in Svezia e altre minoranze storicamente presenti in Russia e Norvegia. Circa 900.000 persone di origine finlandese vivono nelle Americhe. Sottogruppi dei finlandesi sono i tornedaliani della Svezia settentrionale, i kveni della Norvegia settentrionale e i finlandesi d'Ingria, divisi tra Finlandia, Russia ed Estonia. Tra la Svezia e la Norvegia vivono anche i cosiddetti finlandesi della foresta. Gli estoni contano circa un milione di persone, di cui circa 900.000 nella sola Estonia. Sottogruppi degli estoni sono i setos e i võros. I careliani sono poco meno di 89.000 persone, di cui circa 61.000 residenti in Russia e 25.000 in Finlandia. Sottogruppi dei careliani sono gli oloneti e i ludi. I vepsi sono un piccolo gruppo etnico di circa 6.000 abitanti, quasi tutti residenti nella Russia nord-occidentale. Gruppi a concreto rischio estinzione sono gli izoriani e i voti della Russia e i livoni della Lettonia, le cui lingue sono ormai usate da poche centinaia di persone.

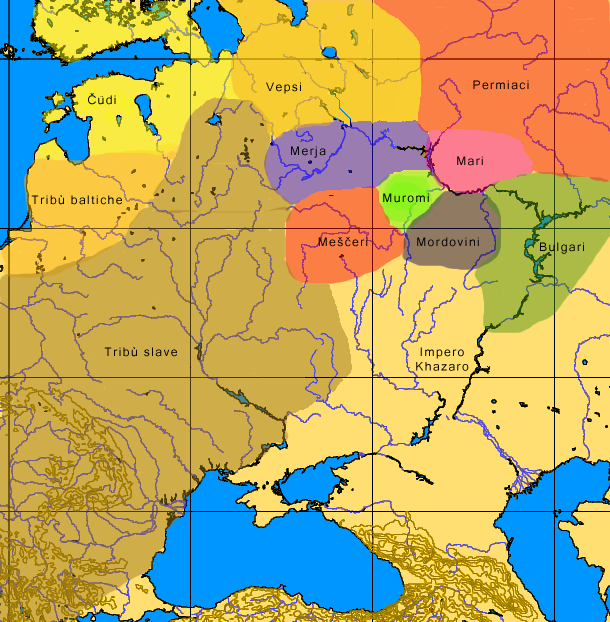
Europa orientale, IX secolo

Al gruppo dei finnici del Volga appartengono due dei maggiori popoli indigeni della Russia, quello mordvino e quello mari, entrambi stanziati nella zona centro-orientale della Russia europea. I mordvini sono il quarto popolo ugrofinnico per consistenza numerica, poiché contano una popolazione di 800.000 persone. Meno della metà di essi (333.112) vive nella repubblica autonoma della Mordovia. Consistenti minoranze di mordvini sono poi presenti negli oblast' di Samara, Penza, Ul'janovsk, Orenburg e Nižnij Novgorod, nelle repubbliche autonome della Baschiria e del Tatarstan, nonché nella zona di Mosca. Piccole comunità mordvine sono inoltre stanziate in alcune repubbliche post-sovietiche, tra cui l'Ucraina ed il Kazakistan. I mordvini si dividono in due gruppi dalla lingua parzialmente diversa, gli erzjani e i mokši. I mari (o ceremissi) contano circa 600.000 persone, di cui più di 290.000 stanziati nella repubblica di Mari El (o Marelia) e oltre centomila nella repubblica di Baschiria. Comunità più piccole vivono invece negli oblast' di Kirov, Sverdlovsk e Nižnij Novgorod, nelle repubbliche autonome del Tatarstan, dell'Udmurtia e della Ciuvascia, nel kraj di Perm' e in Jugra. Comunità di poche migliaia di mari si trovano anche in Ucraina e Kazakistan. I sottogruppi dei mari sono tre: i mari delle pianure, i mari della montagna e i mari orientali.

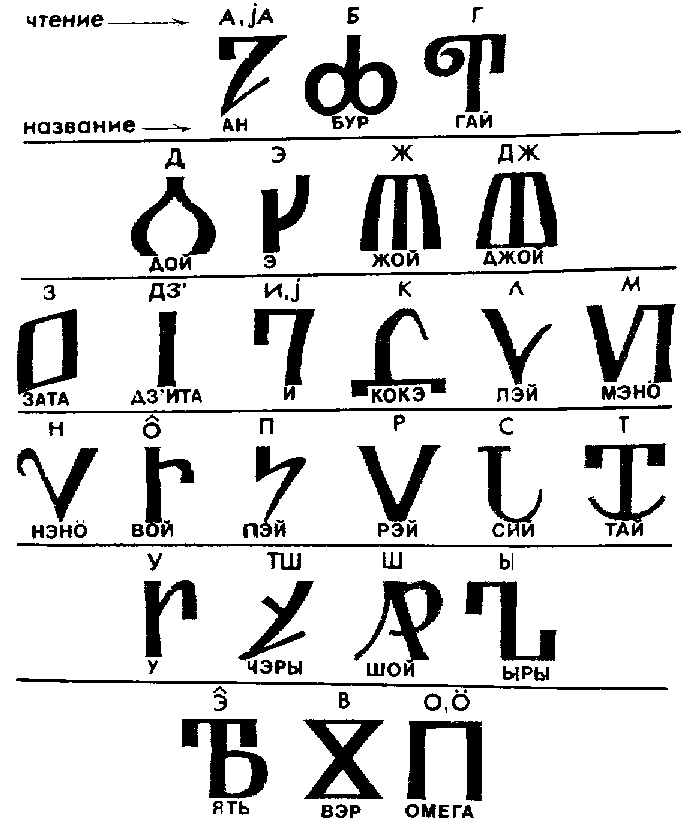
Antico alfabeto permico

Il gruppo dei permiani (o biarmiani) è costituito da altri due popoli indigeni della Russia, ossia gli udmurti (o votiachi) e i komi (o sirieni). Gli udmurti sono stanziati principalmente nella Russia europea centro-orientale e contano circa 570.000 persone. La stragrande maggioranza di essi (più di 410.000 persone) vive nella repubblica autonoma dell'Udmurtia. Comunità udmurte abitano le repubbliche autonome del Tatarstan e della Baschiria, il kraj di Perm', l'oblast' di Kirov e Ul'janovsk e la Jugra. Piccoli gruppi di udmurti sono presenti anche in Kazakistan e Ucraina. L'unico sottogruppo degli udmurti è quello dei besermani, parlanti un dialetto influenzato da elementi linguistici turchi. I komi vengono comunemente divisi in vari sottogruppi, tutti comunque stanziati tradizionalmente nella Russia settentrionale e negli Urali. Ai komi (o sirieni) propriamente detti si aggiungono i cosiddetti komi-permiacchi ed i komi dello Jaz'va. Sottogruppo dei sirieni è quello dei komi di Ižma. In totale la popolazione komi si aggira intorno alle 350.000 persone. I komi-sirieni sono circa 228.000, in gran maggioranza stanziati nella repubblica autonoma dei Komi. I komi-permiacchi contano circa 95.000 persone, di cui circa 80.000 stanziate nel proprio circondario autonomo nel kraj di Perm'. Nello stesso kraj vivono i komi dello Jaz'va, la cui consistenza è stimata tra le duemila e le cinquemila unità. I komi di Ižma sono circa 16.000. Piccole comunità del popolo komi sono presenti in Ucraina e Kazakistan.

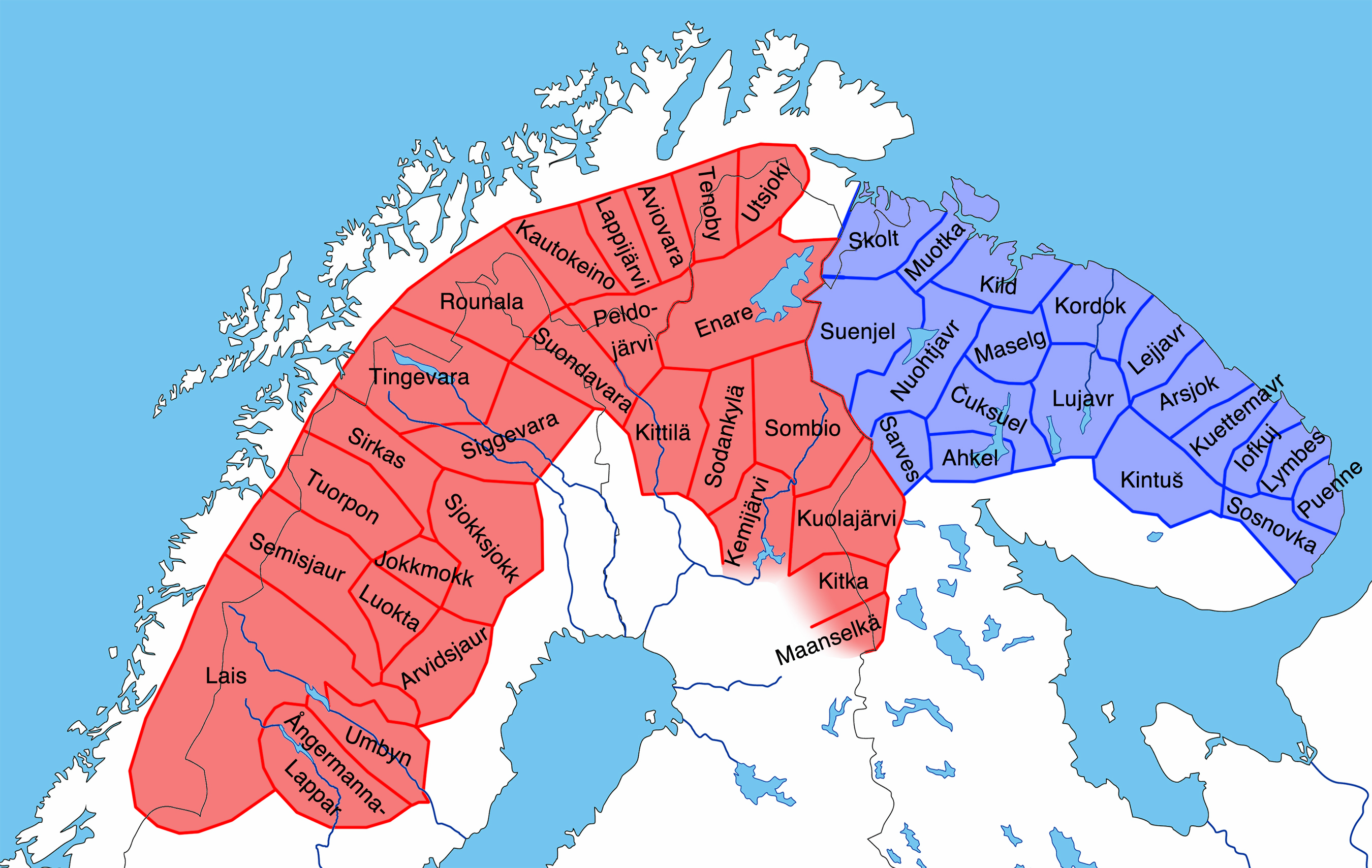
Antiche siida dei sami

I sami (o lapponi) sono una popolazione indigena stanziata nell'area settentrionale della Fennoscandia, in una zona da loro chiamata Sápmi, che si estende dalla penisola di Kola in Russia fino alla Norvegia centrale, includendo anche le regioni artiche della Finlandia e della Svezia. Le lingue sami sono generalmente suddivise in sottogruppi occidentali ed orientali e categorizzate in undici idiomi di cui uno estinto nel XIX secolo e altri quattro in pericolo d'estinzione. Il numero della popolazione sami è piuttosto incerto. Si stima che i sami possano essere circa 80.000. Sono spesso organizzati in comunità locali chiamate "siida", esistenti da tempi immemori.

## Religioni e mitologie
Sebbene questi popoli abbiano la stessa radice, per quanto riguarda la mitologia c'è una profonda differenza tra Ugri, Finnici del Volga e Permiani nei confronti dei Finnici del Baltico ed i Sami poiché mentre i primi (stabilitisi nell'europa centrale), osservarono un culto principalmente animista, gli altri dirigendosi verso la scandinavia svilupparono una mitologia più materiale e distinta.

## Classificazione degli ugrofinnici
| Ugrici              |                     |            |                     |                                                                           |                                                             |                                                  |
| Popolo              | Lingua              | Numero     | Area principale     | Altre aree tradizionali                                                   | Religioni più diffuse                                       | Sottogruppi                                      |
| Ungheresi (Magiari) | Ungherese (Magiaro) | 14.500.000 | Ungheria            | Romania, Slovacchia, Serbia, Ucraina                                      | Cattolicesimo, protestantesimo, ebraismo                    | Székely, Csángó, Jász                            |
| Chanty (Ostiachi)   | Chanty (Ostiaco)    | 31.000     | Jugra ( Russia)     | Jamalo-Nenec ( Russia)                                                    | Cristianesimo ortodosso, sciamanesimo                       |                                                  |
| Mansi (Voguli)      | Mansi (Vogulo)      | 12.500     | Jugra ( Russia)     |                                                                           | Cristianesimo ortodosso, sciamanesimo                       |                                                  |
| Finnici del Baltico |                     |            |                     |                                                                           |                                                             |                                                  |
| Popolo              | Lingua              | Numero     | Area principale     | Altre aree tradizionali                                                   | Religioni più diffuse                                       | Sottogruppi                                      |
| Finlandesi          | Finlandese          | 6.500.000  | Finlandia           | Russia, Svezia, Norvegia                                                  | Luteranesimo, cristianesimo ortodosso                       | Tornedaliani, Kveni, Finlandesi d'Ingria         |
| Estoni              | Estone              | 1.000.000  | Estonia             | Finlandia, Svezia, Oblast' di Leningrado e Pskov ( Russia)                | Luteranesimo, cristianesimo ortodosso                       | Setos, Võros                                     |
| Careliani           | Careliano           | 88.850     | Carelia ( Russia)   | Oblast' di Tver', Murmansk e Leningrado ( Russia)                         | Cristianesimo ortodosso, luteranesimo                       | Oloneti, Ludi                                    |
| Vepsi               | Vepso               | 6.000      | Carelia ( Russia)   | Oblast' di Leningrado e Oblast' di Vologda ( Russia)                      | Cristianesimo ortodosso                                     |                                                  |
| Izoriani            | Ingrico             | 300        | Ingria ( Russia)    |                                                                           | Cristianesimo ortodosso                                     |                                                  |
| Livoni              | Livone              | 180        | Livonia ( Lettonia) | Estonia                                                                   | Luteranesimo                                                |                                                  |
| Voti                | Votico              | 60         | Ingria ( Russia)    |                                                                           | Cristianesimo ortodosso                                     |                                                  |
| Finnici del Volga   |                     |            |                     |                                                                           |                                                             |                                                  |
| Popolo              | Lingua              | Numero     | Area principale     | Altre aree tradizionali                                                   | Religioni più diffuse                                       | Sottogruppi                                      |
| Mordvini            | Erza e mokša        | 800.000    | Mordovia ( Russia)  | Oblast' di Samara, Penza, Ul'janovsk e Orenburg ( Russia)                 | Cristianesimo ortodosso, luteranesimo, fede nativa mordvina | Erzjani, Mokši                                   |
| Mari (Ceremissi)    | Mari (Ceremissa)    | 600.000    | Mari El ( Russia)   | Baschiria ( Russia)                                                       | Cristianesimo ortodosso, fede nativa mari, islam            |                                                  |
| Permiani            |                     |            |                     |                                                                           |                                                             |                                                  |
| Popolo              | Lingua              | Numero     | Area principale     | Altre aree tradizionali                                                   | Religioni più diffuse                                       | Sottogruppi                                      |
| Udmurti (Votiachi)  | Udmurto (Votiaco)   | 552.000    | Udmurtia ( Russia)  | Oblast' di Kirov, Kraj di Perm', Baschiria, Tatarstan e Mari El ( Russia) | Cristianesimo ortodosso, fede nativa udmurta                | Besermani                                        |
| Komi (Sirieni)      | Komi (Sirieno)      | 350.000    | Komi ( Russia)      | Kraj di Perm' ( Russia)                                                   | Cristianesimo ortodosso, sciamanesimo                       | Komi-Permiacchi, Komi dello Jaz'va, Komi di Ižma |
| Sami                |                     |            |                     |                                                                           |                                                             |                                                  |
| Popolo              | Lingua              | Numero     | Area principale     | Altre aree tradizionali                                                   | Religioni più diffuse                                       | Sottogruppi                                      |
| Sami (Lapponi)      | Sami (Lappone)      | 80.000     | Norvegia            | Svezia, Finlandia, Russia                                                 | Luteranesimo, cristianesimo ortodosso, Sciamanesimo sami    |                                                  |

## Popolazioni estinte
- Merya
- Meščëra
- Muroma
- Ciudi

## Iniziative internazionali
Istituito nel 1992 a Syktyvkar, capitale della Repubblica dei Komi, il Congresso mondiale dei popoli ugrofinnici viene convocato almeno una volta ogni quattro anni. I membri del comitato consultivo comprendono careliani, careliani di Tver', erzjani, estoni, finlandesi, finlandesi d'Ingria, izoriani, khanty, komi, komi-permiacchi, mansi, mari, nenci (in realtà appartenenti al ramo samoiedo delle lingue uraliche), mokši, sami, udmurti, ungheresi e vepsi. Livoni e setos hanno lo status di osservatori.
Il primo festival dei popoli ugrofinnici fu tenuto a Joškar-Ola, capitale della Repubblica dei Mari, nel 1990. La tradizione è continuata lungo gli anni, coprendo a turno tutte le regioni eurasiatiche abitate dagli ugrofinnici.